# Конті (кондитерська компанія)
Конті — український виробник кондитерської продукції, відомий брендами: печиво Super Kontik, десерти Bonjour, цукерки Золота Лілія, вафельні цукерки Джек.
2024 році фабрика призупинила роботу, працівників було евакуйовано через обстріли Харківщини російськими військами.
Після покупки фабрики в Росії у 2004 році позиціонувалась як Група «Конті». В 2021 році Борис Колесніков заявив, що в 2016—2017 роках продав російське представництво Групи, проте деталі продажу не розголошені жодною зі сторін.
Станом на 2022 рік Група «Конті» посідає 93 місце у рейтингу Global Top-100 Candy Companies.
Офіс компанії АТ ВО «КОНТІ» розташований в Києві, виробничі потужності діють у Костянтинівці. ЗАТ «КОНТІ-РУС» має офіс у Курську, РФ. У 2022 році, від початку повномасштабного вторгнення, компанія ЗАТ «КОНТІ-РУС» продовжила роботу в Росії та збільшила потужності, придбавши незадовго до цього додатковий завод в Іваново, а Колесніков заперечив будь-яку причетність до покупки.

## Історія

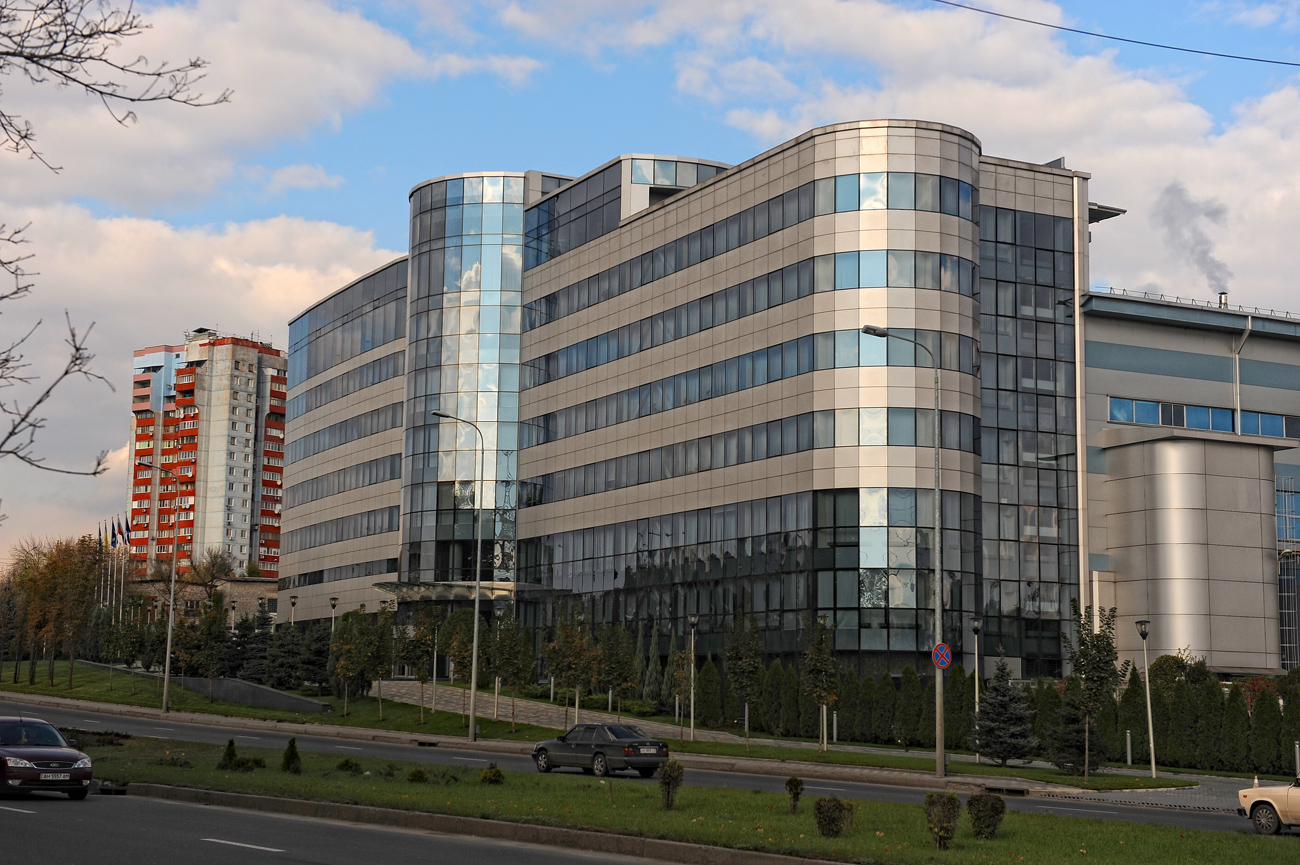
Будівля Донецької кондитерської фабрики, 15 жовтня 2011 року

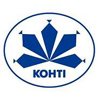
Логотип компанії до 2012 року

28 жовтня 1997 року засновано ЗАТ «Виробниче об'єднання „Київ-Конті“». До складу підприємства входила одна кондитерська фабрика — Костянтинівська (Костянтинівка, Донецька область).
7 липня 1998 року зареєстровано компанію Акціонерне товариство «Конті-рус» в Курськ, Росія.
В 2000 році виробництво розширене шляхом придбання Горлівської кондитерської фабрики (Горлівка, Донецька область), що спеціалізується на випуску різних видів печива. У 2001 році до складу підприємства увійшла Донецька кондитерська фабрика (Донецьк).
В 2004 році «Конті» вийшла на ринок Російської Федерації внаслідок покупки Курської кондитерської фабрики, з цього часу позиціонуючи себе як Група «КОНТІ».
В 2006 році «Київ-Конті» перейменовується у Закрите акціонерне товариство «Виробниче об'єднання „КОНТІ“».
В 2008 році Курська кондитерська фабрика перейменована в ЗАТ «КОНТІ-РУС».
В 2009 році до складу фабрик КОНТІ увійшла фабрика фасування кондитерських виробів в Макіївці, введено в експлуатацію логістичний комплекс в Курську.
В березні 2011 року ЗАТ «Виробниче об'єднання „КОНТІ“» перейменовується у Приватне акціонерне товариство «Виробниче об'єднання „КОНТІ“». В 2011 році запущений новий виробничо-адміністративний комплекс компанії в Курську, виробничий потенціал якого дозволяє Групі «КОНТІ» збільшити випуск кондитерської продукції в Росії більше ніж у два рази.
В 2012 році введено в експлуатацію адміністративний корпус у Курську. В 2014 році в Курську відкрито перший фірмовий магазин «КОНТІ».
В лютому 2015 року АТ ВО «КОНТІ» зупиняє виробництво на Донецькій та Горлівській кондитерських фабриках, розташованих в зоні АТО.
В квітні 2015 року на базі Донецької та Горлівської кондитерських фабрик почало працювати підприємство «ДонКо» (Донбас Кондитер) під управлінням компанії «Тор», яка є дочірнім підприємством російського ЗАТ «КОНТІ-РУС».
30 серпня 2015 року СБУ повідомила про призупинення зовнішньоекономічної діяльності російського ЗАТ «КОНТІ-РУС». Правоохоронці стверджують, що імпорт кондитерської продукції компанії на адресу АТ ВО «Конті» здійснювався з порушенням українського законодавства.
В 2016 році деякі ЗМІ з посиланням на базу даних, оприлюднену на сайті Міжнародного консорціуму журналістів-розслідувачів (ICIJ) Offshore Leaks, повідомили, що кондитерська корпорація «Конті» належить офшорній компанії, бенефіціарами якої є Борис Колесніков і брат олігарха Ріната Ахметова Ігор. Окрім них, вигодоодержувачами компанії є дружина Бориса Колеснікова Світлана, ексрегіонали Сергій Кий і Юрій Чертков, син донецького бізнесмена Михайла Ляшка В'ячеслав, а також дружина покійного гендиректора футбольного клубу «Шахтар» Жигана Такташева Раїса з дітьми Ельмірою та Ренатом.
За словами Бориса Колеснікова в 2016—2017 році він продав російське представництво компанії КОНТІ. Ім'я покупця не розголошується.
Журналіст проєкту «Схеми» Максим Савчук припустив, що продаж фіктивний, встановивши, що станом на кінець 2021 року і у російській і в українській компаніях продовжував працювати спільний менеджмент, зокрема один і той же заступник директора з продажів в країни СНД.
23 серпня 2019 року Борис Колесніков підтвердив факт будівництва нової кондитерської фабрики «КОНТІ» в Каневі Черкаської області. Але пізніше сам же спростував цю інформацію.
В січні 2022 року ЗАТ «КОНТІ-РУС» розширює виробництво за рахунок нової фабрики «Красная зоря» в російському місті Іваново.

## Діяльність

### АТ ВО «КОНТІ»
Компанія «КОНТІ» — один з найбільших виробників кондитерської продукції в Україні.
Станом на 2019 рік компанія АТ ВО «КОНТІ» займала 3,7 % українського ринку кондитерських виробів і була п'ятою серед найбільших виробників.
Асортимент налічує 200 товарних найменувань, серед яких: печиво-сендвіч, складні десерти, цукерки в коробках та вагові, тістечко бісквітне, рулети, батончики, карамель, крекери та печиво. Ключові бренди: Super Kontik, Bonjour KONTI, Timi, Amour, BiSKonti та Джек.
Станом на серпень 2021 року розмір внеску до статутного фонду АТ ВО «КОНТІ» становить 54 052 370,00 грн. Відповідно до звітності компанії в 2020 році дохід склав 892,516 млн гривень, чистий збиток — 96,688 млн гривень (збитки виросли у 11,7 рази порівняно з 2019 роком). До кінцевих бенефеціарів належить український політик Борис Колесніков та його дружина Світлана Володимирівна Колеснікова, кожен з них володіє по 24,99 % акцій компанії.

### ЗАТ «КОНТІ-РУС»
Станом на червень 2021 року статутний капітал компанії АТ «КОНТІ-РУС» становить 155,7 млн рублів, генеральний директор — Олександр Сідєлін. Відповідно до річної звітності компанії, виручка в 2019 році склала 10,82 млрд російських рублів, чистий прибуток — 513,1 млн рублів, собівартість продажів — 7,92 млрд рублів.

## Фабрики
- Костянтинівська кондитерська фабрика (АТ ВО «КОНТІ»)
- Курська кондитерська фабрика (ЗАТ «КОНТІ-РУС»)
- Горлівська кондитерська фабрика (ЗАТ «КОНТІ-РУС» через ДП «ТОР»)
- Донецька кондитерська фабрика (ЗАТ «КОНТІ-РУС» через ДП «ТОР»)
- Фабрика «Красная заря» в місті Іваново (ЗАТ «КОНТІ-РУС»)[30]